# Быков, Пётр Ильич
Пётр Ильич Быков (23 декабря 1917 года — 8 января 1980 года) — советский государственный деятель.

## Биография
Родился в 1917 году в селе Куропаткинском. Член ВКП(б).
С 1934 года — на хозяйственной работе.
В 1934—1975 гг. — машинист экскаватора на горе Магнитной, на Коунрайском руднике в Казахстане, участник Великой Отечественной войны, машинист экскаватора на Коркинском разрезе № 2, активный рационализатор, лучший машиниста экскаватора Министерства угольной промышленности СССР., механик участка, заместитель главного механика разреза, машинист экскаватора в Коркинском погрузочно-транспортном управлении.
Избирался депутатом Верховного Совета СССР 5-го созыва.
Умер в г. Коркине в 1980 году.